# The Time of Our Lives (EP)
The Time of Our Lives je prvi EP ameriške pop glasbenice Miley Cyrus. Izšel je 31. avgusta 2009, izdali pa sta ga založbi Hollywood Records in Wal-Mart. Izdali so ga kot del promocije nove linije oblačil Miley Cyrus, na njem pa so delali mnogi tekstopisci in producenti, kot na primer Dr. Luke in John Shanks, ki je že pred tem produciral eno izmed najuspešnejših pesmi Miley Cyrus, imenovano »The Climb«. Album vključuje pesmi pop rock zvrsti. Pesmi v glavnem navdihujejo ljubezen, osebne bitke in življenje Miley Cyrus, kljub temu pa je slednja sodelovala pri pisanju samo ene pesmi, in sicer »Before the Storm«.
EP je požel uspeh s strani glasbenih kritikov, od katerih jih večina je menila, da je EP zelo pametna poteza. The Time of Our Lives je požel velik komercialni uspeh in dosegel drugo mesto na lestvici Billboard 200, kjer je ostal še dva tedna in postal četrti album Miley Cyrus, ki se je uvrstil med prvih deset albumov na tej lestvici.
Glavni singl iz albuma, »Party in the U.S.A.,« je postal najuspešnejši singl Miley Cyrus in hkrati tudi najhitreje prodajan singl, kar jih je izdala založba Hollywood Records; dosegel je drugo mesto na lestvici Billboard Hot 100 in zasedel prvih deset mest na lestvicah v mnogih drugih državah. Drugi singl iz EP-ja, »When I Look At You,« je izšel tudi v filmu Poslednja pesem iz leta 2010. Na lestvici Billboard Hot 100 je dosegel šestnajsto mesto. Album je bil promoviran na mnogih prireditvah, kjer je nastopila Miley Cyrus, tudi na njeni prvi svetovni turneji, Wonder World Tour ter na kontroverznem nastopu na podelitvi nagrad Teen Choice Awards leta 2009. EP je za 1,3 milijonov prodanih izvodov prejel platinasto naklado v Združenih državah Amerike.

## Ozadje

### Pisanje in trženje
Po tem, ko je dokončala tri projekte za franšizo Hannah Montana, Hannah Montana: Hits Remixed, Hannah Montana: The Movie in Hannah Montana 3, je Miley Cyrus izdala svoj prvi studijski EP. Pred tem je izdala že EP iTunes: Live from London, ki je izšel v Združenem kraljestvu preko trgovine iTunes; je tudi njen tretji projekt, ki ni v povezavi s franšizo Hannah Montana.
Miley Cyrus je balado »Before the Storm« posnela kot duet z glasbeno skupino Jonas Brothers za njihov četrti glasbeni album Lines, Vines and Trying Times. Verzija pesmi, izvajana v živo, je postala tudi del EP-ja. Pesem, ki sta jo napisala Miley Cyrus in Nick Jonas, je bila originalno posneta izključno za njihov glasbeni album A Little Bit Longer, vendar na njem ni izšla. Ko je Nick Jonas pesem pokazal njej, sta se odločila, da bosta skupaj posnela pesem. Nick Jonas je o konceptu pesmi »Before the Storm« spregovoril v intervjuju z revijo Twist. Dejal je, da se je pesem na koncu »izkazala za enkratno« ko sta, s klavirjem, preuredila besedilo tako, da je pokazala »več [njune] zgodbe«.
Nova producenta Dr. Luke in Claude Kelly sta z Miley Cyrus delala na glavnem singlu in singlu »The Time of Our Lives«. Ponovna sodelovanja vključujejo tudi njeno sodelovanje z z grammyjem nagrajenim producentom Johnom Shanksom, ki je zgodaj leta 2009 zanjo napisal pesem »The Climb«. 1. avgusta 2009 je John Shanks z Miley Cyrus delal v studiu 3180 Media Group Studios v Savannah, Georgia, na pesmi »When I Look at You«. Pesem je bila kasneje tudi del filma Poslednja pesem iz leta 2010. Med šestimi pesmimi na EP-ju, ki so originalne, je Miley Cyrus posnela tudi lastno verzijo pesmi »Kicking and Screaming« iz drugega glasbenega albuma Ashlee Simpson, I Am Me. Pop pevka Kesha in njena mama, Pebe Sebert, sta napisali eno pesem iz albuma za Miley Cyrus.

### Glasbena struktura in besedilo
»Je tranzicijski album. ... Vse je kot okrepljen kamen. In zares sem si želela ljudem predstaviti svoj novi projekt kot nekaj, kar zveni všečno in s časom bom postala sposobna narediti nekaj več, čas je vse. Gre se bolj za nas, ki sodelujemo na tem, da bi ustvarili glasbo, ki jo bo občinstvo zares oboževalo.«

Miley Cyrus glede EP-ja The Time of Our Lives
The Time of Our Lives je primarno EP pop rock zvrsti, vendar vključuje tudi ostale stile. Pesmi »Kicking and Screaming,« »Party in the U.S.A.,« »Time of Our Lives« in »Talk Is Cheap« so hitrega ali zmernega tempa. EP vključuje tudi balade in sicer pesmi »Before the Storm,« »Obsessed« in »When I Look at You«. Pesem »Party in the U.S.A.« je bila opisana kot pesem synthpop, hip-hop, dance-pop in reggae zvrsti, medtem ko je bil stil Miley Cyrus, ki vsebuje country-pop pridih, opisan kot povečan. Pesmi »Talk Is Cheap,« »Kicking and Screaming« in »The Time Of Our Lives« so bolj tipične pop rock pesmi s pridihom synthrocka in power popa. V intervjuju za oddajo The Today Show so dodatno razložili zvezo s pojmom The Time of Our Lives in napisali, da bo EP bolj rockovski kot prejšnji projekti Miley Cyrus. Miley Cyrus je v intervjuju dejala, da si želi »odpočiti«, da bi bila »formula« za nov projekt »nekaj novega«.
Glede na besedila pesmi EP govori o ljubezni in življenju Miley Cyrus. Pesem »Kicking and Screaming« ima paranoično besedilo, ki se osredotoči na par, ki se mu na poti neprestano pojavljajo vprašanja. Pesem »Party in the U.S.A.« ima »semi-avtobiografsko« besedilo, ki govori o življenju Miley Cyrus v času, ko se je preselila iz Nashvillea, Tennessee v Los Angeles, Kalifornija; njen opis pesmi »Party in the U.S.A.« je »vse-ameriška pesem«. V pesmi sta navedena tudi Jay-Z in Britney Spears kot ustvarjalca, ki jih protagonistka pesmi posluša. Miley Cyrus je dejala, da včasih posluša Britney Spears v resničnem življenju. V pesmi »The Time of Our Lives« protagonistka ne skrbi za prihodnost ter se osredotoči samo na življenje v sedanjosti in na to, da bi se trenutno zabavala. Pesem »Obsessed« govori o ljubezni, ki se počasi spreminja v obsesijo. Pesem »Before the Storm« govori o razhodu med Miley Cyrus in Nicka Jonasa, ki je tudi sodeloval pri pisanju pesmi.

## Partnerstva
V Združenih državah Amerike je The Time of Our Lives ekskluzivno izšel preko ameriške trgovine na drobno, Wal-Mart, EP pa je bil na voljo v trgovini in preko njihove spletne strani Walmart.com. Izid je bil uradno načrtovan za 31. avgust 2009, vendar je v mnogih trgovinah zaradi zmede izšel tri dneve prezgodaj. Preko svoje uradne spletne strani na Twitterju je Miley Cyrus glede nesreče napisala le to, da je »šokirana« in se zahvalila vsem, ki so EP tudi kupili.
Miley Cyrus je EP uporabila tudi za promoviranje svoje nove linije oblačil. Slednja je izšla v avgustu, tudi ekskluzivno za trgovino Wal-Mart in preko njihove uradne spletne strani, Walmart.com. V zvezi s primerjanjem je Miley Cyrus dejala, da je EP The Time of Our Lives navdihnil linijo oblačil. Obe sta vzajemno odražali »rock« in generičnost. Trgovina na drobno je sponzorirala tudi svetovno turnejo Miley Cyrus leta 2009.

## Sprejem ob izidu

### Kritike
EP je v glavnem prejel pozitivne ocene s strani glasbenih kritikov. Bill Lamb iz spletne strani About.com je pohvalil pesmi »Kicking and Screaming,« »Party in the U.S.A.« in »The Time of Our Lives« zaradi njihove energičnosti, kljub temu pa je balade opisal kot pesmi »za v smeti«. Bill Lamb je napisal tudi: »Resnični ključ do najbolj aretacijskega in razlikovalnega uspeha Miley Cyrus je njen jasen glas.« Heather Phares iz Allmusic je trdil, da je EP The Time of Our Lives »še en samozavesten korak v to smer.« Heather Phares je pohvalila pesmi »Kicking and Screaming,« »Talk Is Cheap« in »Obsessed«; opisala jih je kot zares zrele in napisala, da upodobijo njen »videz rockovske bejbe in dive, ki poje balade«. Mikael Wood iz revije Entertainment Weekly je pesem »Obsessed« primerjal z glasbenim stilom iz muzikala Nesrečniki ter dodal, da »pričakujem njene neizogibne gibe mrtvega metala.«

### Dosežki na lestvicah
Ob koncu tedna 12. septembra 2009 je EP za 62.000 prodanih kopij dosegel tretje mesto na lestvici Billboard 200. Zaradi tega je Miley Cyrus na lestvici imela osem od desetih albumov, vključno z albumi, ki jih je posnela kot Hannah Montana. Ob koncu tedna 19. septembra je EP prodal 153.000 kopij (kar je 154 procentov več, kot prejšnji teden) in se zaradi tega povzpel na drugo mesto lestvice Billboard 200. The Time of Our Lives je tam preživel še naslednji teden, nato pa ob koncu tedna 26. septembra 2009 spet padel na tretje mesto za 120.000 prodanih kopij izvodov. Ob koncu tedna 3. oktobra tistega leta je album prodal 38 procentov manj, 75.000 kopij in tako na lestvici zasedel peto mesto. Ob koncu tedna 2. decembra 2009 se je EP iz devetindvajsetega mesta povzpel na sedmo mesto na lestvici za 150.000 prodanih kopij.

## Singli
- »Party in the U.S.A.« je izšel kot glavni singl EP-ja po vsem svetu 11. avgusta 2009, digitalno.[35][36] Pesem je prejela velik kritični uspeh zaradi mešanice pop in country glasbe z nekoliko R&B pridiha, njeno besedilo pa odraža spremembo tempa.[12] Prejela je velik komercialni uspeh in se uvrstila med prvih deset albumov na lestvicah v Avstraliji, Kanadi in Združenih državah Amerike.[37][38] Največji komercialni uspeh je singl doživel na lestvici Billboard Hot 100, kjer je dosegel drugo mesto in na lestvici Hot Digital Songs, kjer je dosegel prvo mesto in tam ostal šest zaporednih tednov.[39] Pesem je postala najuspešnejši singl leta 2009 ženske ustvarjalke od leta 2005[40][41] in hkrati tudi najhitreje prodajani singl, kar jih je založba Hollywood Records izdala.[40]
- »When I Look at You« je izšel kot drugi singl iz EP-ja in služil kot prvi singl Miley Cyrus iz soundtracka iz filma Poslednja pesem.[42] Videospot za pesem, ki ga je režiral Adam Shankman, je izšel v oktobru leta 2009.[43] Kakorkoli že, videospot je preko spleta izšel že 11. septembra 2009.[44][45] Prikaže Miley Cyrus in mnoga ozadja, ki prikazujejo naravo, vključno z ozadjem plaže, ki prikazuje Liama Hemswortha med tem, ko igra na koncertni klavir.[44][45] Alternativni videospot nadomsti scene interakcij med Miley Cyrus in Liamom Hemsworthom z odlomki iz filma.[46] Pesem »When I Look At You« se je uvrstila na lestvico U.S. Billboard Hot 100 na oseminosemdeseto mesto zaradi velike digitalne prodaje, saj je tako prodal več kot 36.000 legalnih kopij. 15. novembra 2009 se je uvrstil tudi na sto triinosemdeseto mesto lestvice UK Singles Chart.[47] Dosegel je šestnajsto mesto na lestvici U.S. Billboard Hot 100.[48] Na radijih je singl uradno izšel 16. februarja 2010, videospot pesmi pa na kanalu ABC Family 21. februarja 2010.[49]

## Promocija
Oblečena v belo obleko in škornje se je Miley Cyrus pridružila glasbeni skupini Jonas Brothers na odru 20. junija 2009 za izvedbo pesmi »Before the Storm« v živo v Dallasu, Teksas, da bi začela turnejo Jonas Brothers 2009 World Tour v Severni Ameriki. Njen nastop Miley Cyrus s pesmijo »Party in the U.S.A.« na podelitvi nagrad Teen Choice Awards leta 2009 10. avgusta 2009 je prejel veliko kritik, saj je Miley Cyrus med njim plesala na vrhu vozička za sladoled. Komentatorji so trdili, da je bil ples neprimeren, provokativen in podoben nastopom Britney Spears. Nekateri so Miley Cyrus branili, češ da je njena slika nastopa povzročila to, da je ples izgledal bolj seksualen, kot je bil in je zaradi tega javnost ignorirala njene dosežke kot glasbenice. Predstavniki podjetja The Walt Disney Company so se vzdržali mnenja o njenem nastopu, vendar so dejali, da je Disney Channel, na katerem je Miley Cyrus nastopila v glavni vlogi v televizijski seriji Hannah Montana, »prijazen do otrok«. Miley Cyrus je dejala, da je bil nastop pomemben, saj zastopa različne vidike Amerike, kot sta Hollywood in parki s prikolicami, na smešen način. Od takrat je Miley Cyrus s pesmimi iz EP-ja nastopila v oddajah The Today Show in VH1 Divas. Pesem »Party in the U.S.A.« je bila uporabljena tudi kot glasbena tema v ozadju v reklami za linijo oblačil Miley Cyrus in Maxa Azrie. Pesmi iz EP-ja so bile izvedene tudi na njeni drugi samostojni in prvi mednarodni turneji Wonder World Tour. Pesmi so bile izvedene na koncertih v sklopu turneje, ki so bili izvedeni v jeseni in zimi 2009.

## Seznam pesmi
| Standardna verzija | Standardna verzija                                   | Standardna verzija                              | Standardna verzija |
| Št.                | Naslov                                               | Pisec                                           | Dolžina            |
| ------------------ | ---------------------------------------------------- | ----------------------------------------------- | ------------------ |
| 1.                 | „Kicking and Screaming‟                              | John Shanks, Kara DioGuardi, Ashlee Simpson     | 2:58               |
| 2.                 | „Party in the U.S.A.‟                                | Lukasz Gottwald, Claude Kelly, Jessica Cornish  | 3:22               |
| 3.                 | „When I Look at You‟                                 | Shanks, Hillary Lindsey                         | 4:08               |
| 4.                 | „The Time of Our Lives‟                              | Gottwald, Kelly, Kesha Sebert, Pebe Sebert      | 3:32               |
| 5.                 | „Talk Is Cheap‟                                      | Shanks, Amy Lindop                              | 3:40               |
| 6.                 | „Obsessed‟                                           | Roger Lavoie                                    | 4:03               |
| 7.                 | „Before the Storm‟ (v živo, skupaj z Jonas Brothers) | Nick Jonas, Joe Jonas, Kevin Jonas, Miley Cyrus | 4:35               |

| Mednarodna verzija CD-ja | Mednarodna verzija CD-ja       | Mednarodna verzija CD-ja  | Mednarodna verzija CD-ja |
| Št.                      | Naslov                         | Pisec                     | Dolžina                  |
| ------------------------ | ------------------------------ | ------------------------- | ------------------------ |
| 8.                       | „The Climb‟ (mednarodni bonus) | Jessi Alexander, Jon Mabe | 3:56                     |

| Dodatni DVD | Dodatni DVD                       | Dodatni DVD     | Dodatni DVD |
| Št.         | Naslov                            | Pisec           | Dolžina     |
| ----------- | --------------------------------- | --------------- | ----------- |
| 1.          | „Party in the U.S.A.‟ (videospot) | Chris Applebaum | 3:21        |
| 2.          | „The Climb‟ (videospot)           | Matthew Rolston | 3:49        |

## Dosežki in certifikacije

### Dosežki
| Lestvica (2009)                  | Dosežek |
| -------------------------------- | ------- |
| Australian Albums Chart          | 11      |
| Austrian Albums Chart            | 5       |
| Belgium Albums Chart (Flandrija) | 93      |
| Belgium Albums Chart (Valonija)  | 59      |
| Canadian Albums Chart            | 9       |
| French Albums Chart              | 36      |
| German Albums Chart              | 9       |
| Hungarian Albums Chart           | 22      |
| Irish Albums Chart               | 9       |
| Japan Oricon Albums Chart        | 10      |
| Italian Albums Chart             | 32      |
| Mexican Albums Chart             | 24      |
| New Zealand Albums Chart         | 9       |
| Norwegian Albums Chart           | 33      |
| Spanish Albums Chart             | 6       |
| Polish Albums Chart              | 32      |
| South African Albums Chart       | 13      |
| Swiss Albums Chart               | 23      |
| Taiwan Rose Music Chart          | 5       |
| UK Albums Chart                  | 17      |
| U.S. Billboard 200               | 2       |

| Država                  | Certifikacija |
| ----------------------- | ------------- |
| Avstralija              | Zlata         |
| Nemčija                 | Zlata         |
| Madžarska               | Zlata         |
| Nova Zelandija          | Zlata         |
| Španija                 | Platinasta    |
| Združeno kraljestvo     | Zlata         |
| Združene države Amerike | Platinasta    |

## Ostali ustvarjalci
| - Jason Coons - asistent mešanja - Jessica Cornish - spremljevalni vokali - Miley Cyrus - glavni vokali, spremljevalni vokali - Emma Ashby - spremljevalni vokali, kitara - Tish Cyrus - producentka - Nick Jonas - vokali, spremljevalni vokali, kitara (»Before The Storm«) - Miles Holmwood - kitara, (Party In The U.S.A) - John Fields - producent - Brian Gardner - mešanje - Serban Ghenea - mešanje - Aniela Gottwald - asistent produkcijskega koordinatorja - Tatiana Gottwald - asistent inženirja - Phil Hadaway - inženir, asistent inženirja, asistent produkcijskega koordinatorja - John Hanes - inženir - James "Hootsie" Huth - inženir - Claude Kelly - spremljevalni vokali, produkcija vokalov - Jon Lind - A&R | - Dr. Luke - spremljevalni vokali, bobni, klaviatura, kitara, producent, programiranje, vokalna produkcija, bas kitara - Jason Morey - producent - Brian Reeves - mešanje - Tom Roberts - asistent inženirja - Jeff Rothschild - snemanje, mešanje - Kesha Sebert - spremljevalni vokali - John Shanks - producent - Vanessa Silberman - asistent produkcijskega koordinatorja - Shakur Green - producent - Gary »G« Silver - produkcijski koordinator - Cindy Warden - A&R - Douglas Wright - spremljevalni vokali - Emily Wright - inženirka, ustvarjalka vokalov, vokalna producentka - John Zonars - inženir, producent |

## Zgodovina izidov
| Regija                  | Datum                                           | Založba             | Format        |
| ----------------------- | ----------------------------------------------- | ------------------- | ------------- |
| Združene države Amerike | 31. avgust 2009 (CD) 5. januar 2010 (digitalno) | Hollywood Records   | CD, digitalno |
| Malezija                | 12. oktober 2009                                | Universal Music     | CD, digitalno |
| Irska                   | 16. oktober 2009                                | Fascination Records | CD, digitalno |
| Francija                | 19. oktober 2009                                | Universal Music     | CD, digitalno |
| Argentina               | 21. oktober 2009                                | Universal Music     | CD, digitalno |
| Španija                 | 27. oktober 2009                                | Universal Music     | CD, digitalno |
| Mehika                  | 27. oktober 2009                                | Universal Music     | CD, digitalno |
| Brazilija               | 26. oktober 2009                                | Hollywood Records   | CD, digitalno |
| Velika Britanija        | 9. november 2009                                | Fascination Records | CD, digitalno |
| Kanada                  | 29. december 2009                               | Universal Music     | CD, digitalno |
| Druga verzija           |                                                 |                     |               |
| Japonska                | 26. januar 2010                                 | Avex                | CD / CD+DVD   |